# Tincourt-Boucly
Tincourt-Boucly é uma comuna francesa na região administrativa de Altos da França, no departamento de Somme. Estende-se por uma área de 12,8 km². Em 2010 a comuna tinha 361 habitantes (densidade: 28,2 hab./km²).